# Леб'яже (Казахстан)
Леб'я́же (каз. Лебяжье) — село у складі району Магжана Жумабаєва Північноказахстанської області Казахстану. Адміністративний центр Леб'яжинського сільського округу.
Населення — 417 осіб (2021; 650 у 2009, 778 у 1999, 969 у 1989).
Національний склад станом на 1989 рік:
- росіяни — 100 %.